# فهرست پستانداران در خطر انقراض
در سپتامبر ۲۰۱۶، اتحادیه بین‌المللی حفاظت از طبیعت (IUCN)، 474 گونه پستاندار در خطر انقراض را فهرست کرد. از همهٔ گونه‌های پستانداران ارزیابی‌شده، ۸٫۶٪ به عنوان در خطر انقراض قرار دارند. IUCN همچنین ۸۶ زیرگونه پستانداران را در معرض خطر انقراض قرار داده است.
از میان زیرجمعیت‌های پستاندارانی که توسط IUCN ارزیابی شده‌اند، پنج زیرجمعیت گونه‌ای در خطر انقراض ارزیابی شده‌اند.
برای اینکه گونه‌ای توسط IUCN در خطر انقراض در نظر گرفته شود، باید معیارهای کمی مشخصی را داشته باشد که برای طبقه‌بندی گونه‌های در معرض «خطر بسیار بالای انقراض» طراحی شده‌اند. گونه‌های در خطر انقراض که معیارهای کمی را برای گونه‌های در معرض خطر برآورده می‌کنند، با خطر بیشتری مواجه هستند. پستانداران در بحران انقراض به‌طور جداگانه فهرست شده‌اند. ۶۷۹ گونه پستاندار در حال انقراض یا در بحران انقراض هستند.
افزون بر این، ۷۸۳ گونه پستانداران (۱۴ درصد از آنهایی که ارزیابی شده‌اند) به عنوان کمبود داده فهرست شده‌اند، به این معنی که اطلاعات کافی برای ارزیابی کامل وضعیت حفاظت وجود ندارد. طبق IUCN از آنجایی که این گونه‌ها معمولاً پراکنش‌ها و/یا جمعیت‌های کوچکی دارند، ذاتاً احتمالاً در معرض خطر هستند. در حالی که مقوله کمبود داده‌ها نشان می‌دهد که هیچ ارزیابی از خطر انقراض گونه‌ها انجام نشده است، IUCN خاطرنشان می‌کند که ممکن است مناسب باشد که به آن‌ها "به همان درجه توجهی که گونه‌های تهدیدشده است، حداقل تا زمانی که وضعیت آنها ارزیابی شود" مناسب باشد. "